# Zalipie (województwo małopolskie)
Zalipie – wieś w Polsce położona w województwie małopolskim, w powiecie dąbrowskim, w gminie Olesno.
W latach 1975–1998 miejscowość należała administracyjnie do województwa tarnowskiego.

## Części wsi
| SIMC    | Nazwa      | Rodzaj    |
| ------- | ---------- | --------- |
| 0825692 | Kozubiec   | część wsi |
| 0825700 | Nowiny     | część wsi |
| 0825717 | Stara Wieś | część wsi |

## Zabytki
Obiekty wpisane do rejestru zabytków nieruchomych województwa małopolskiego:
- Zagroda Felicji Curyłowej nr 135, drewniana:
  - dom,
  - stajnia,
  - stodoła,
  - studnia.

Obiekt znajduje się na małopolskim Szlaku architektury drewnianej w Województwie Małopolskim.

## Kultura
Wieś jest znana ze zwyczaju malowania chat. Zwyczaj ozdabiania wiejskich izb kwiecistymi malunkami wywodzi się z końca XIX wieku, kiedy to mieszkanki wsi zaczęły dekorować wnętrza chałup kwiatami wykonanymi z bibułki, wycinankami i pająkami ze słomy wiszącymi u powały oraz malowanymi na ścianach kwiatami. Malowidła wykonywano także na zewnętrznych ścianach budynków, studniach i płotach. W Zalipiu znajduje się obecnie około dwadzieścia malowanych domów.
Historia tego ośrodka twórczości artystycznej daje się podzielić na trzy okresy. Pierwszy okres obejmuje lata od odkrycia i pierwszego opisu tego zjawiska w 1906 roku, aż do zorganizowania pierwszego konkursu malowanek w 1948 roku. Drugi okres to lata 1948–1978, czterdziestolecie mecenatu Państwa (Polski Ludowej) nad twórczością tego ośrodka i jego artystami. Trzeci, współczesny okres, zapoczątkowały znaczące wydarzenia: budowa Domu Malarek oraz przejęcie organizacji dorocznych konkursów malowania chat i opieki nad ośrodkiem przez Muzeum Okręgowe w Tarnowie.
Zdobnictwo tego rodzaju występowało także w innych wsiach Powiśla Dąbrowskiego na terenie mieszczącym się w widłach Wisły i Dunajca po prawej jego stronie.
Malarstwo odkrył dla etnografii w 1906 roku Władysław Hickel, krakowski urzędnik, publikując swoje obserwacje w lwowskim roczniku „Lud” (obecnie kwartalnik "Konteksty. Polska Sztuka Ludowa"). Hickel, zaciekawiony malowanką nad łóżkiem swojego służącego z Zalipia, udał się tam, gdzie zgromadził bogatą kolekcję malowanek na papierze. Przekazał je do Muzeum Przemysłowego w Krakowie, a po utworzeniu Muzeum Etnograficznego w 1911 roku, kolekcja została tam przeniesiona i później wzbogacana o kolejne obiekty. Materiały zgromadzone przez Hickla dotyczyły głównie Zalipia i najbliższych wsi. Wspominał o innych wsiach Powiśla Dąbrowskiego, choć ich nie odwiedził. Dowiedział się, że lokalne kobiety zaczęły zdobić ściany izb, inspirując się pracą malarzy odnawiających miejscowy kościół. Od nich podpatrzyły sztukę mieszania farb i dobierania kolorów.
Hickel wspomniał malarkę Johannę Curyło, uważaną za najlepszą artystkę w Zalipiu. To nazwisko jest tam znane do dziś. Wówczas Zalipie nie miało własnego kościoła i należało do parafii Gręboszów. Podejrzewa się, że to tam Johanna podpatrzyła zawodowych malarzy. W okresie międzywojennym malowane domy Powiśla opisywali inni znawcy, m.in. Tadeusz Seweryn, Eugeniusz Frankowski i Kazimierz Pietkiewicz. Interesowały ich głównie formy i kolory, brakowało jednak analizy kulturowej. Badacze nie zgłębiali genezy zjawiska ani przyczyn jego popularności, ani powodów, dla których wybierano określone motywy i miejsca do dekorowania.
Tradycyjny dom składał się z izby z piecem i sąsiadującej komory, oddzielonych sienią od tzw. izby białej, bez pieca, używanej na specjalne okazje. Centrum życia była największa izba z wielofunkcyjnym piecem zajmującym znaczną powierzchnię. Piec służył do gotowania, pieczenia chleba i ogrzewania, miał rozbudowaną formę pełną płaszczyzn i linii. Do końca XIX wieku domy nie miały kominów; dym z ogniska rozchodził się po izbie, a potem ulatniał się przez drzwi, otwory w stropie lub szczeliny w dachu krytym słomą. Wnętrza szybko się zakopcały i ciemniały, stąd nazywano to pomieszczenie izbą czarną. Wymagało to  częstego bielenia ścian. Wówczas malowanie domów miało wymiar praktyczny. Wtedy kobiety wpadły na pomysł upiększania powierzchni białymi wapiennymi plamami, zwanymi packami. Z czasem plamy te ewoluowały w strzępiaste kółka. Następnie zaczęto stosować w malowaniu nie tylko packi ale także śmiało komponowane wzory, w których dominowały kwiaty i zawijasy.

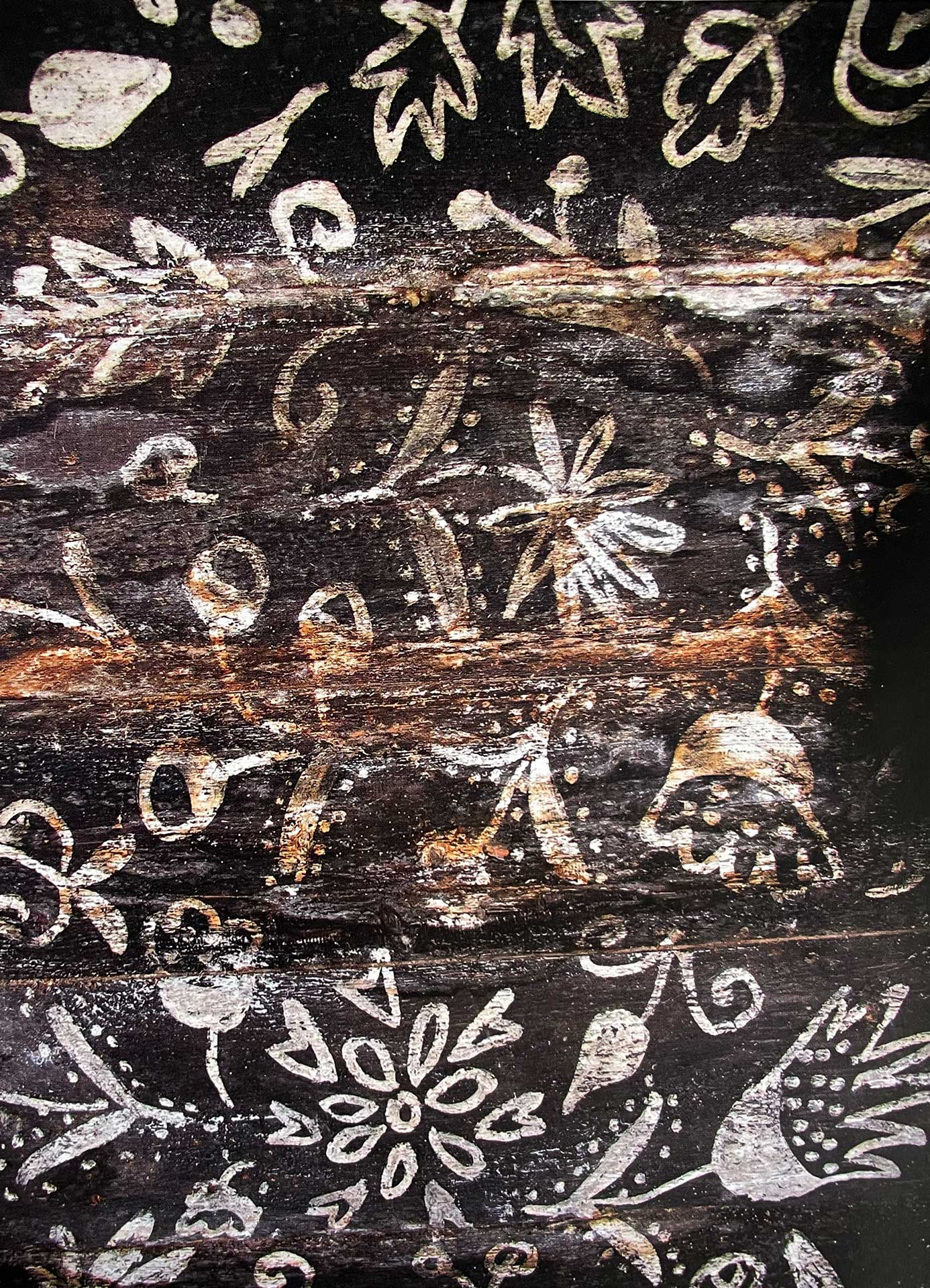
Fragment powały w sieni domy Felicji Curyłowej, Zalipie, lata 60. XX w.

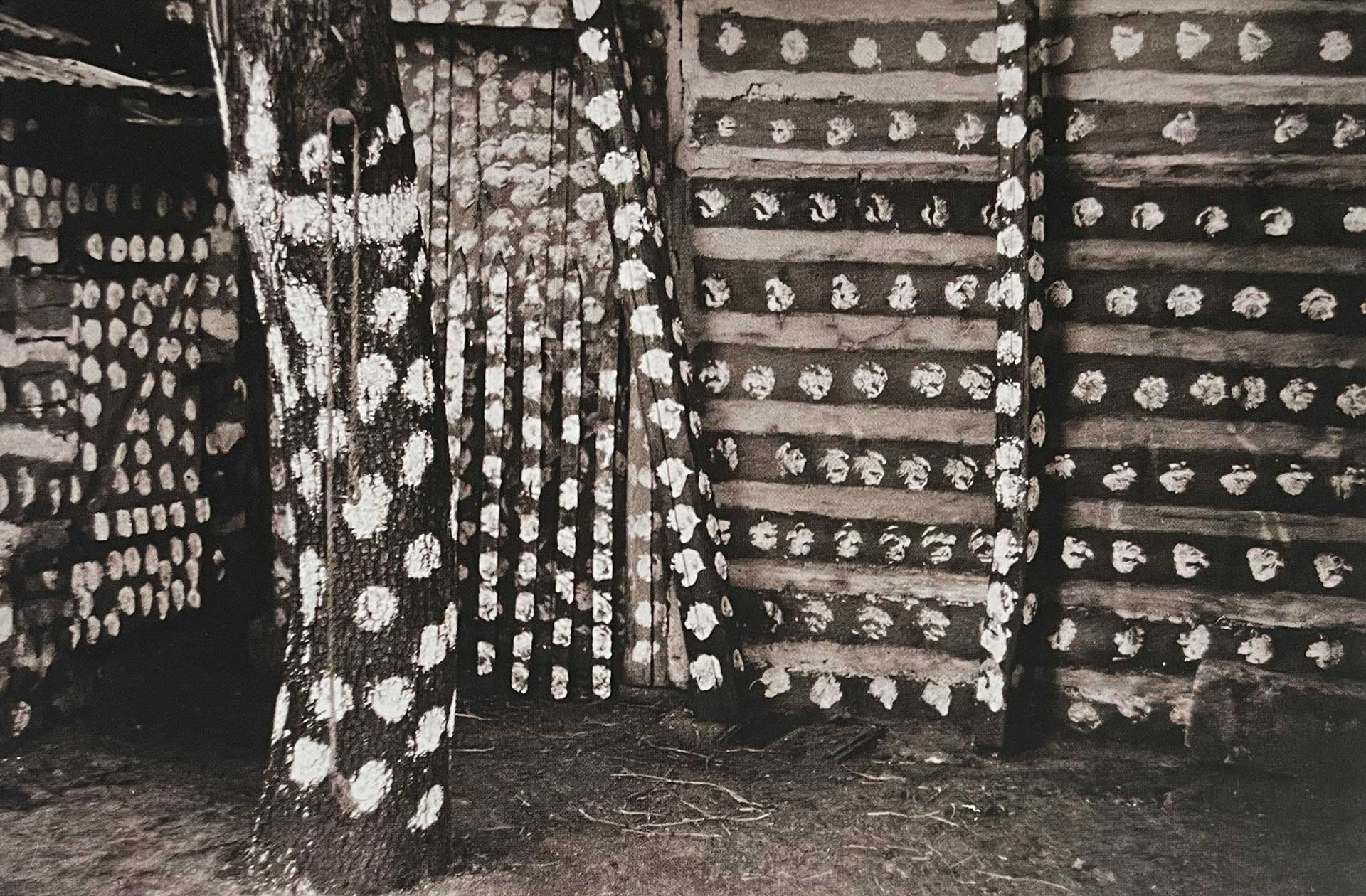
Tradycyjne packowanie ścian zewnętrznych wapnem, malowała Józefa Rokita, Ćwików, 1976

Początkowo malowanki były czarno-białe lub brązowe, a do ich wykonania używano dostępnych materiałów, takich jak wapno, sadza z pieca czy glinka. Czarną farbę wytwarzano wyciągając sadzę z pieca, zawijając w szmatkę i umieszczając pod okapem dachu, aby zmiękła pod wpływem deszczu. Z upływem czasu zaczęto używać już kolorowych, sproszkowanych farb rozpuszczanych w mleku. Farby i sposób malowania podpatrzyły u malarza w kościele parafialnym w Gręboszowie. 
Prace zalipiańskich artystek znajdują się m.in. w Zagrodzie Felicji Curyłowej, która jest filią tarnowskiego Muzeum Etnograficznego oraz w Gminnym Ośrodku Kultury „Dom Malarek” w Zalipiu, powstałym w 1978. Z inicjatywy Muzeum Ziemi Tarnowskiej w Tarnowie, corocznie organizowany jest konkurs „Malowana Chata” organizowany w weekend po święcie Bożego Ciała, którego zasadniczym celem jest utrzymanie i rozwój tradycji zdobienia domów i budynków gospodarczych, charakterystycznymi motywami kwiatowymi.

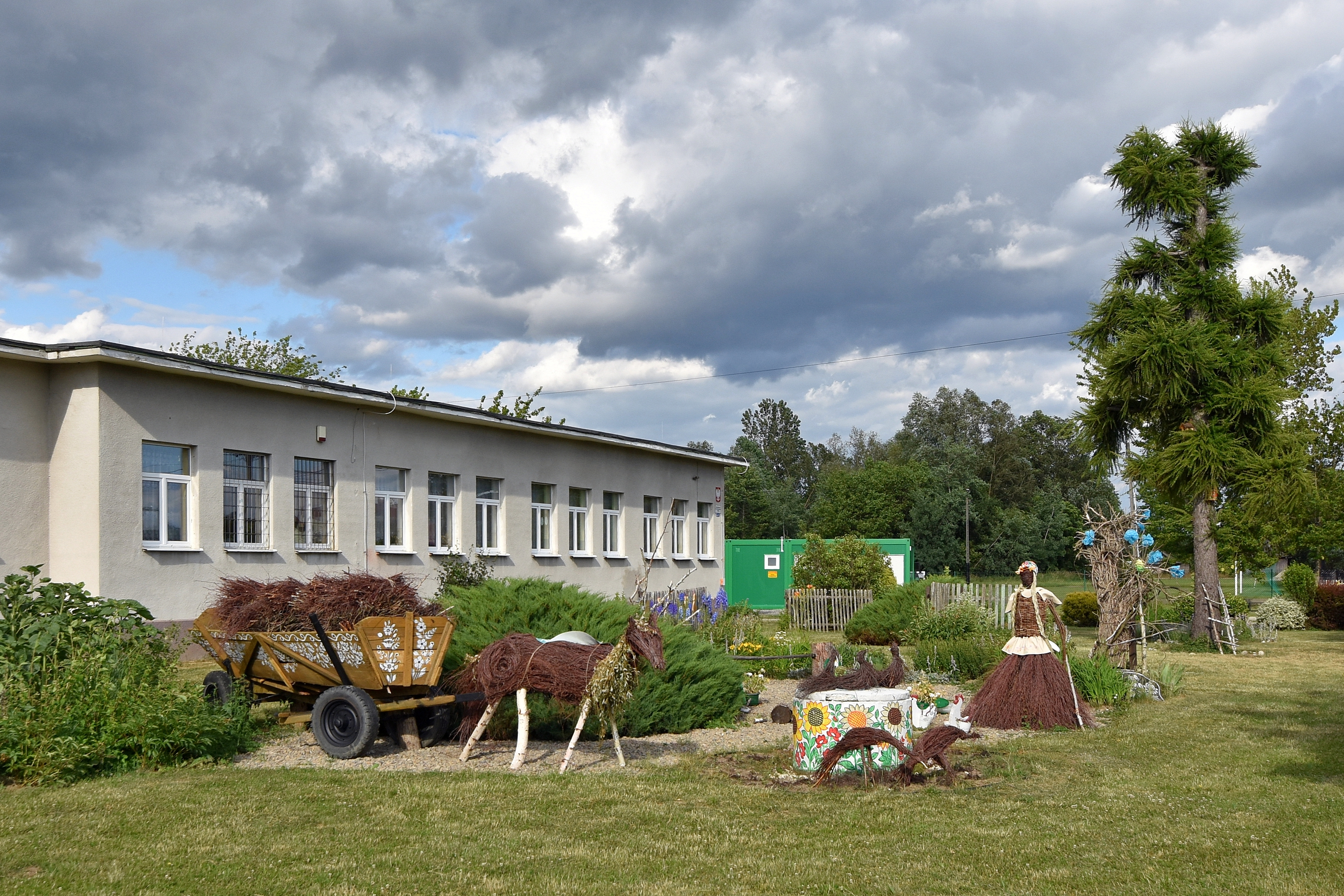
Szkoła Podstawowa w Zalipiu
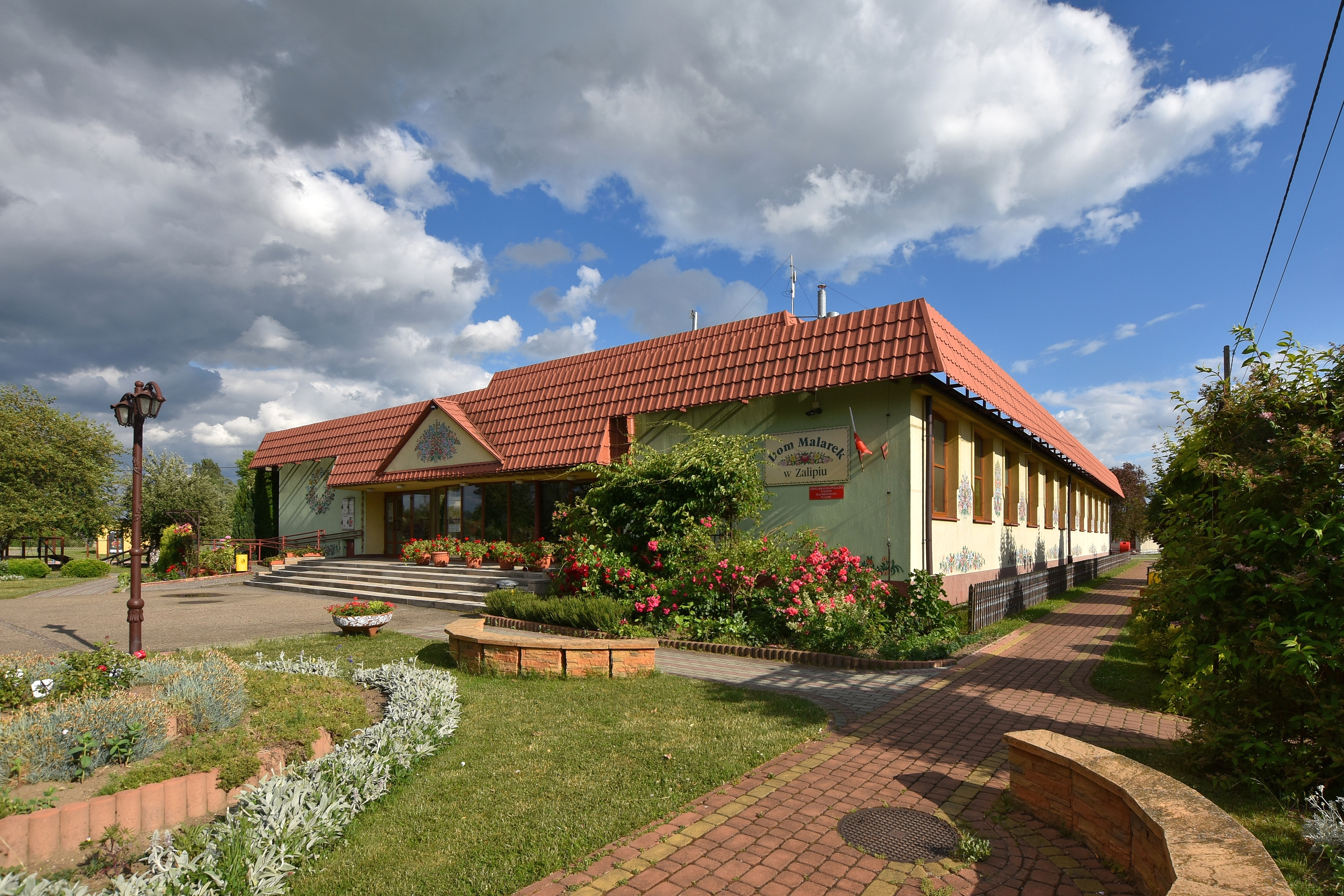
Dom Malarek w Zalipiu
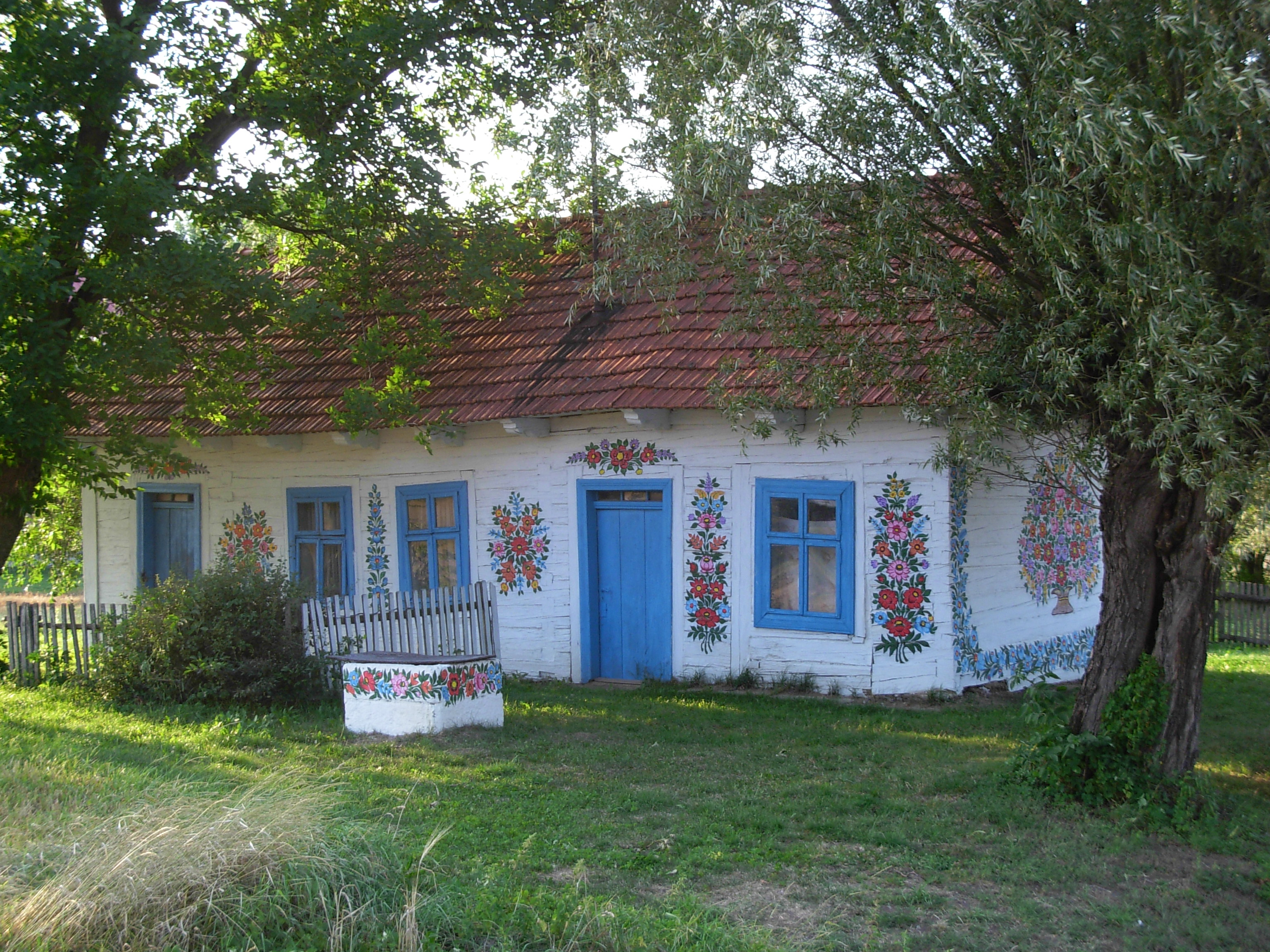
Malowany dom w Zalipiu
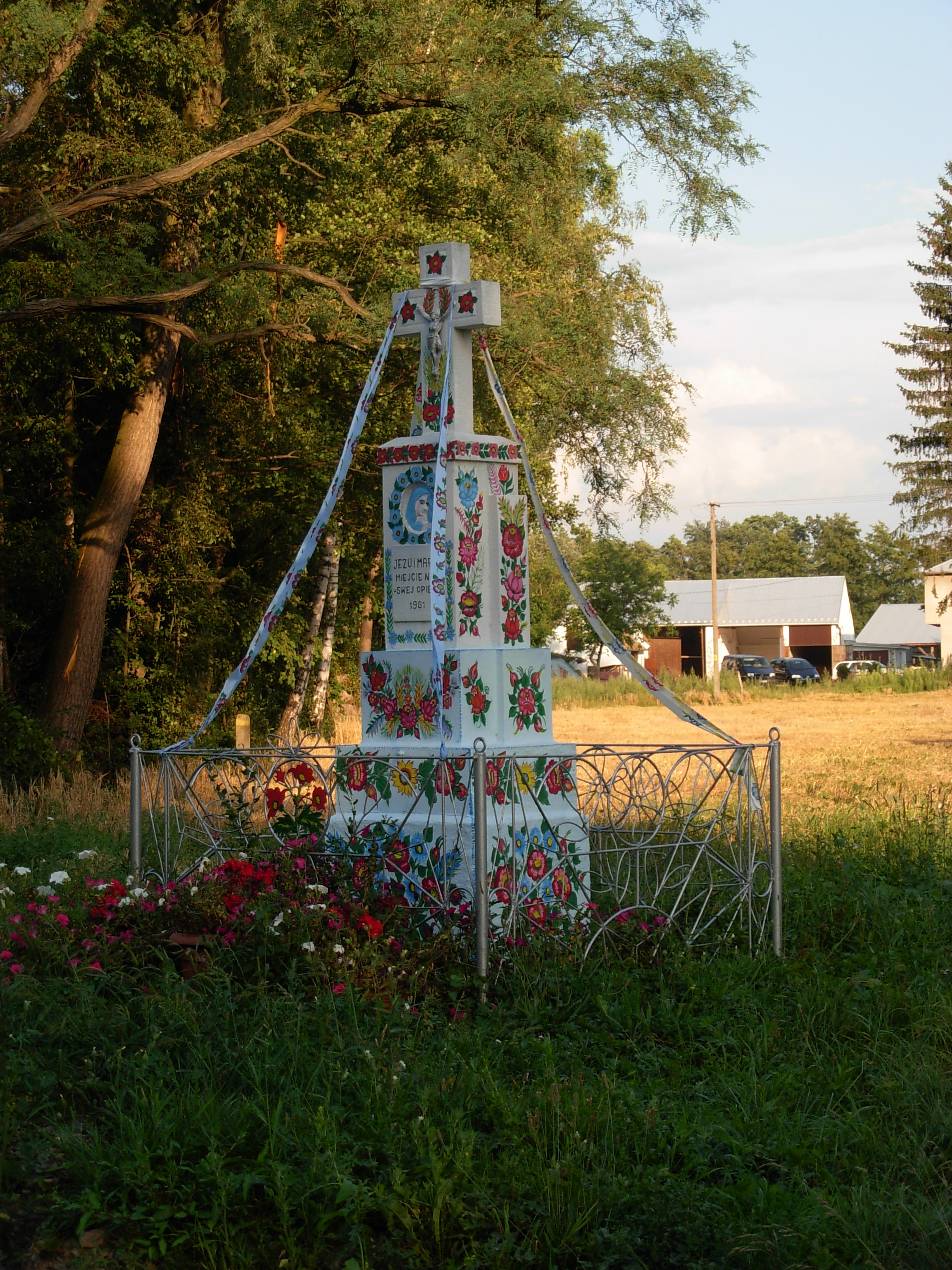
Malowany krzyż
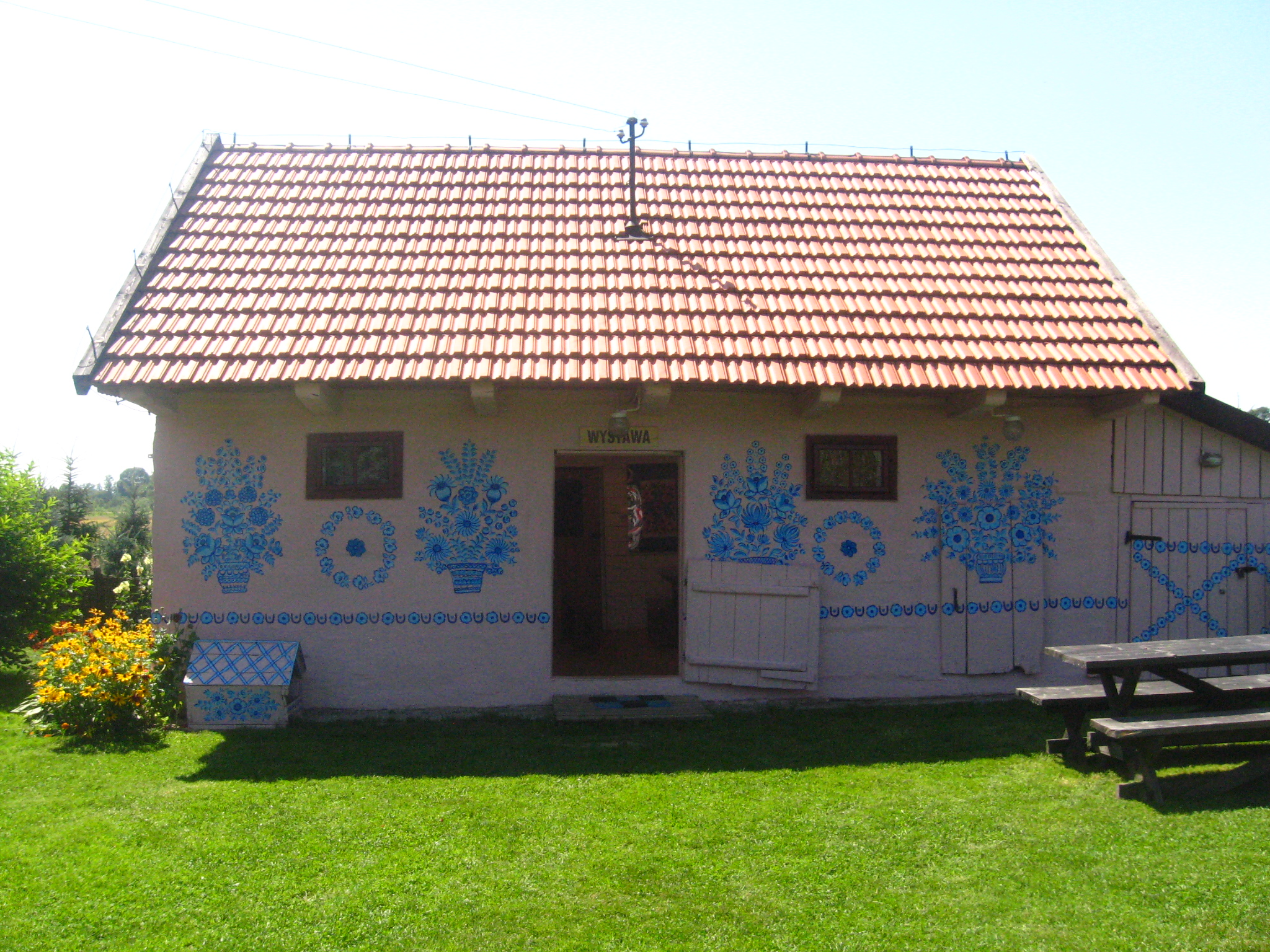
Malowany dom gospodarczy
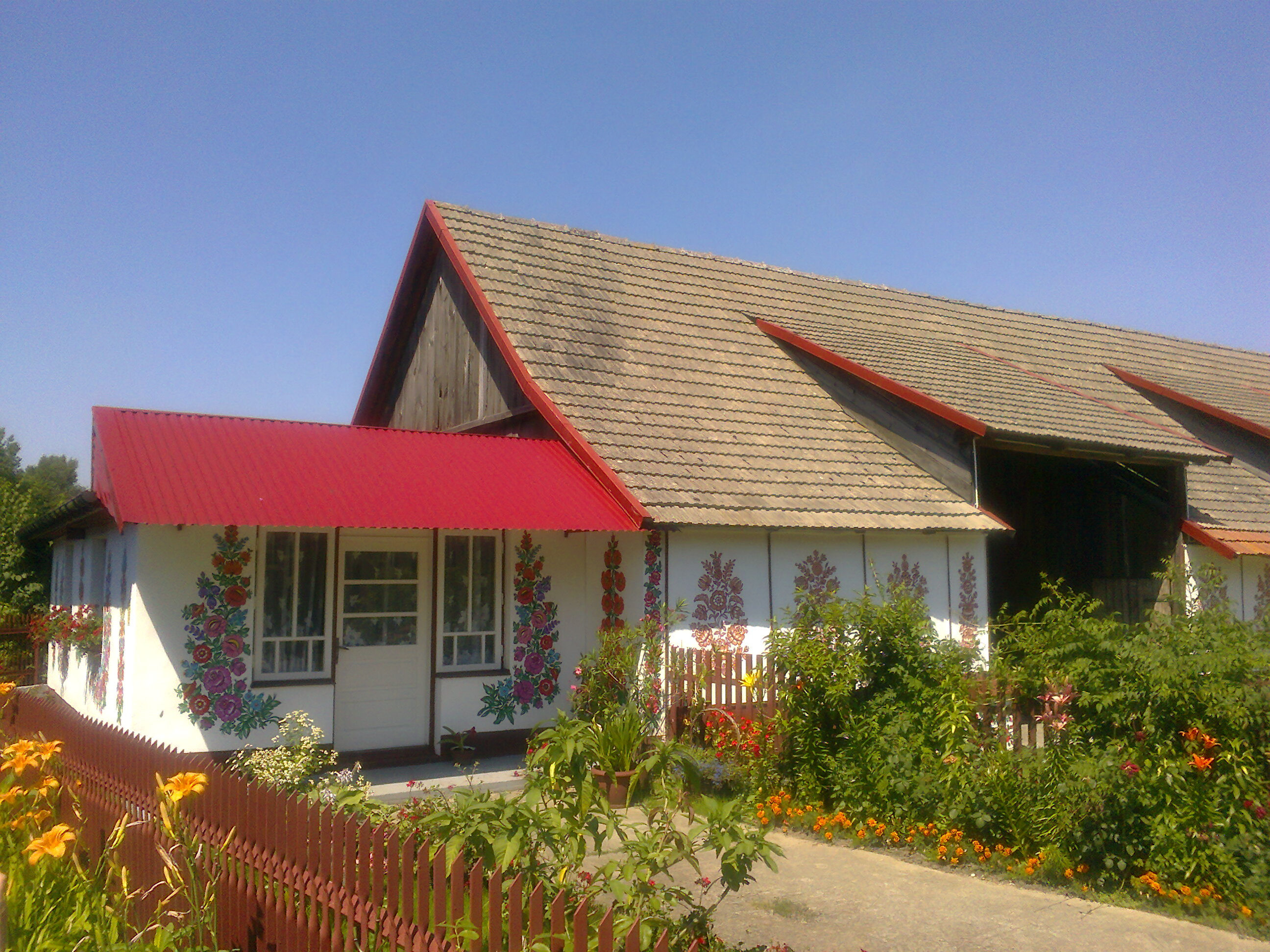
Malowana zagroda w Zalipiu
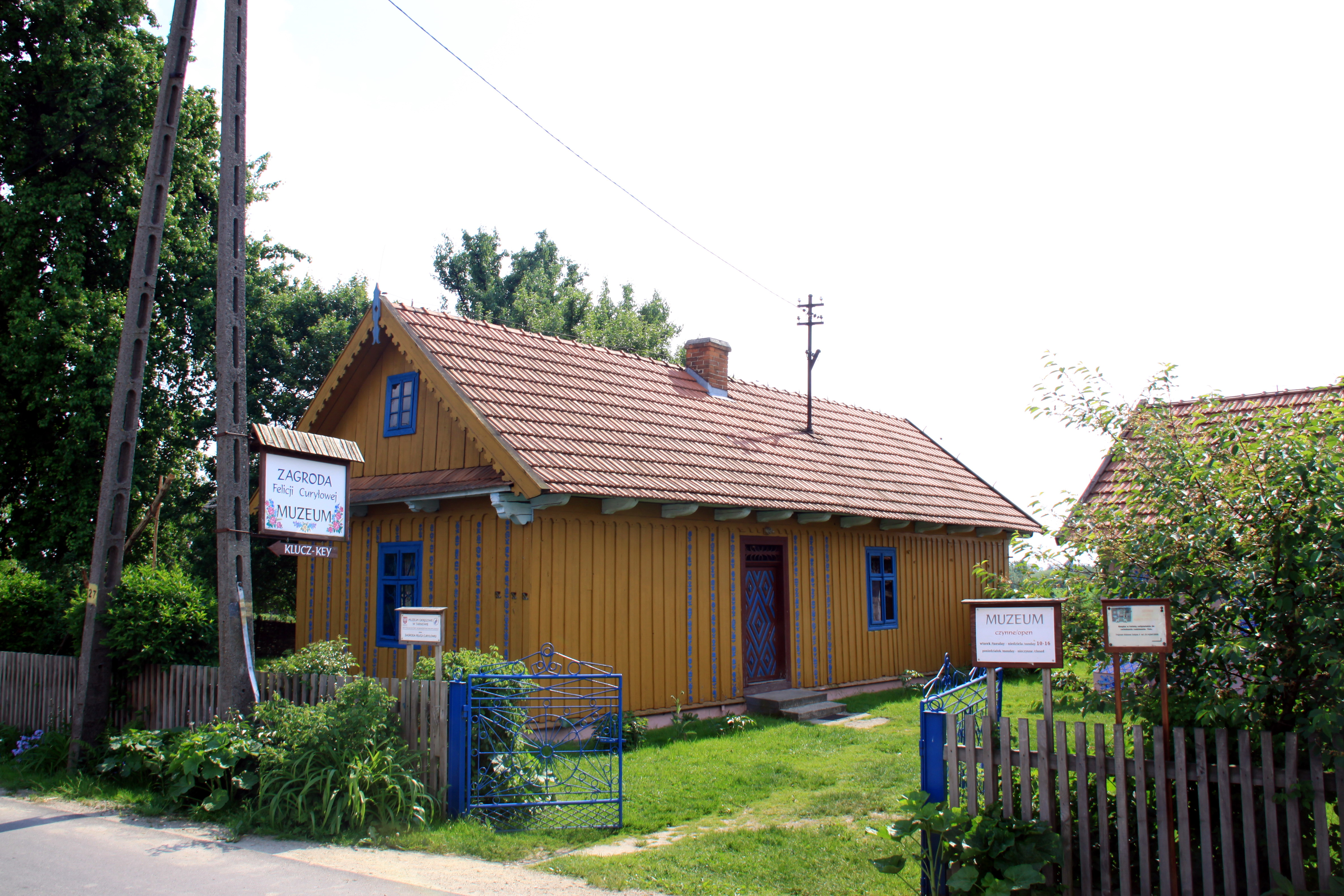
Zagroda Felicji Curyłowej, przekształcona w muzeum
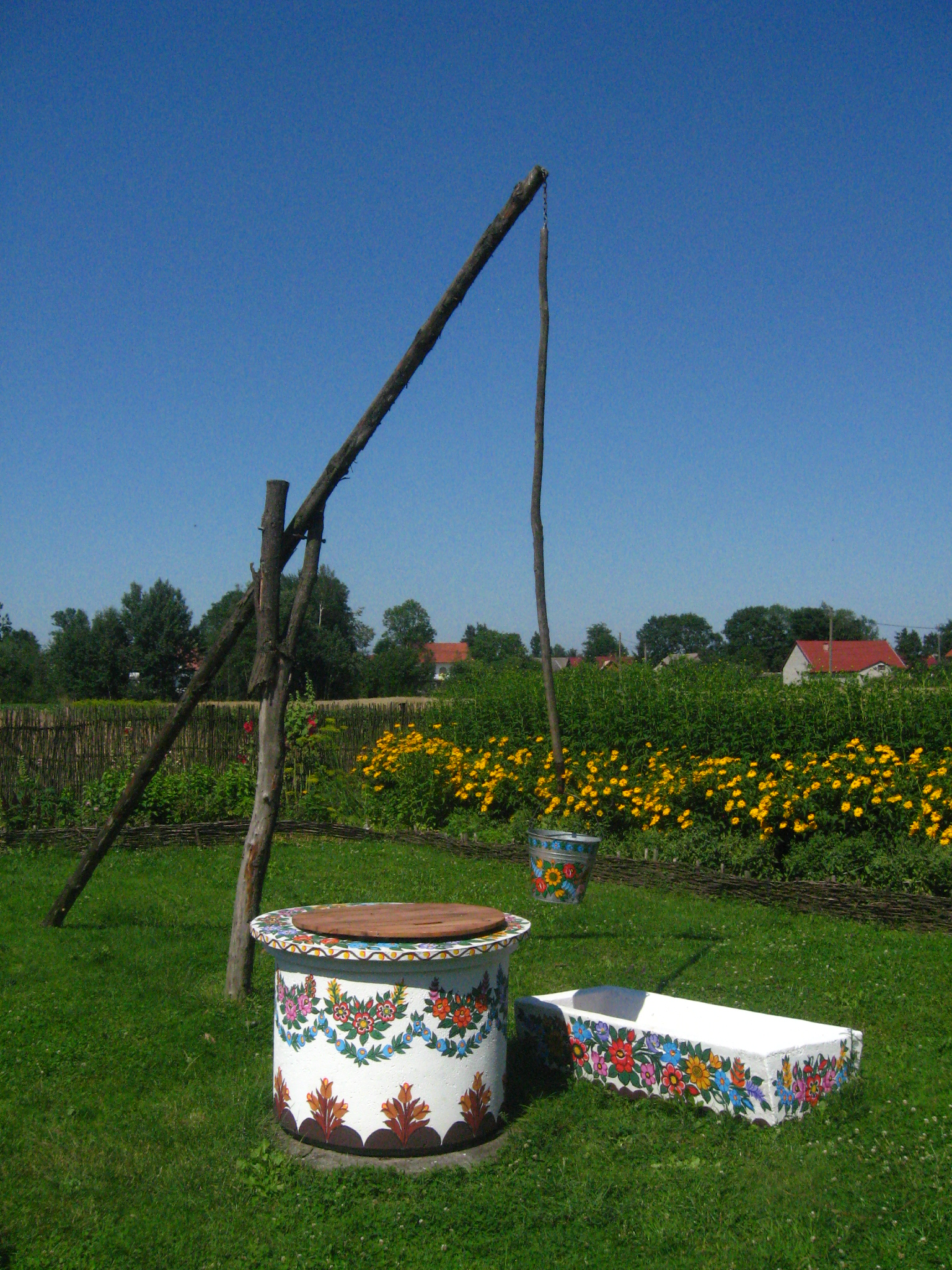
Malowana studnia z żurawiem
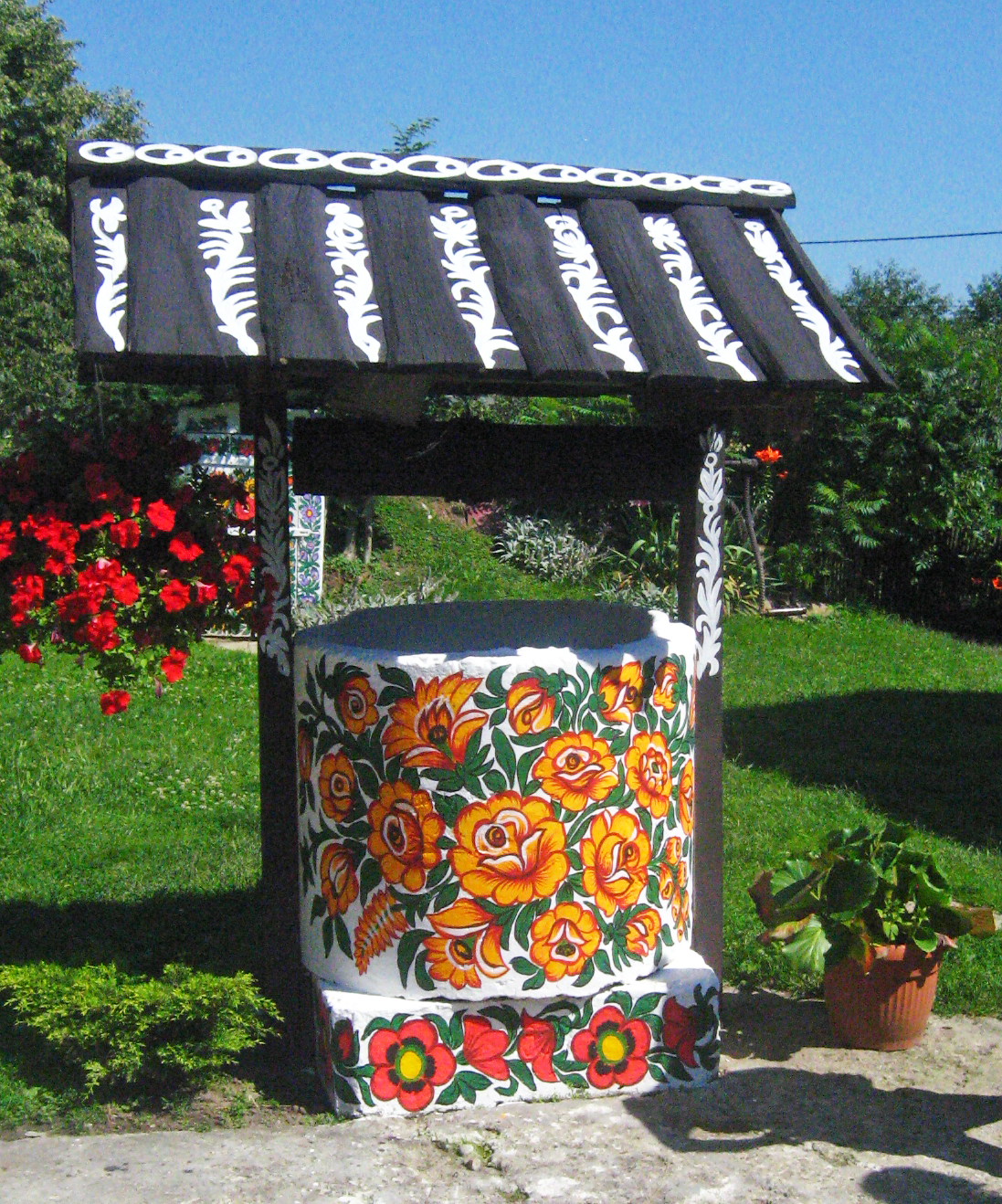
Malowana studnia
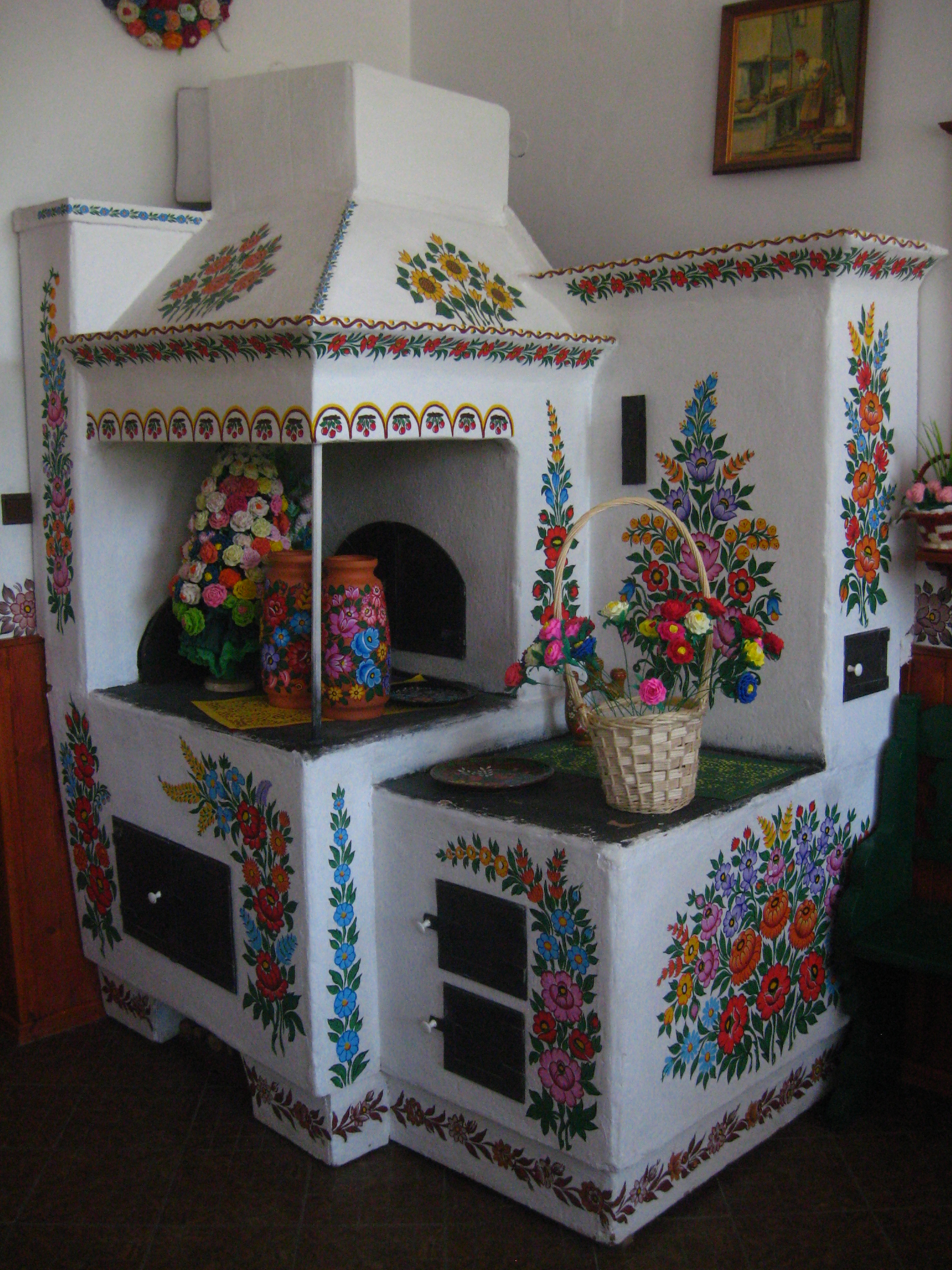
Malowany piec
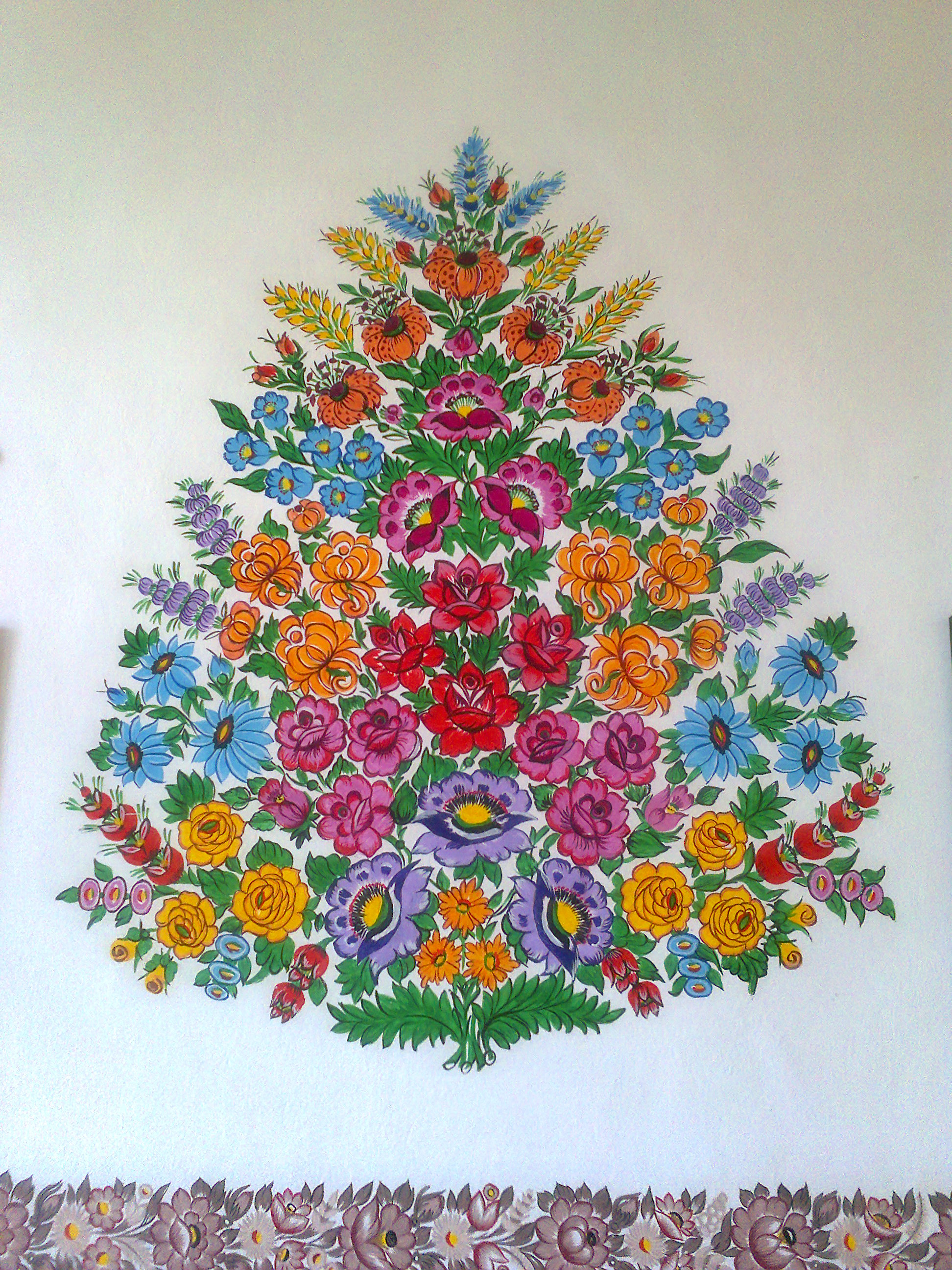
Kwiaty – popularny motyw malarstwa zalipiańskiego
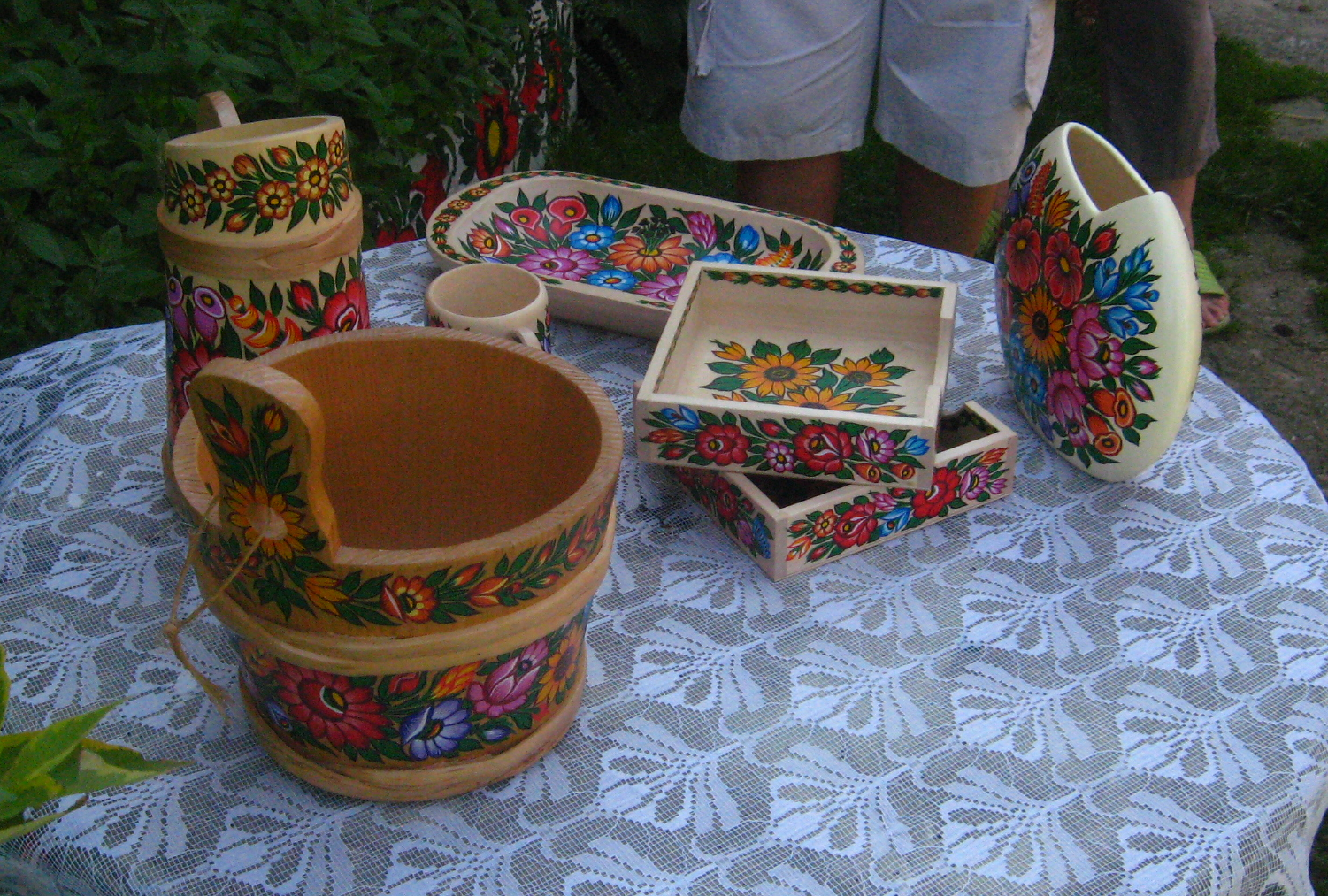
Naczynia z Zalipia